# Schrattenthal
Schrattenthal är en stadskommun i distriktet Hollabrunn i förbundslandet Niederösterreich i Österrike. Kommunen har 888 invånare (2024). Kommunens administrativa huvudort är Obermarkersdorf.
Kommunen består av tre orter (Ortschaften) (inom parentes invånarantal 1 januari 2024):
- Obermarkersdorf (362)
- Schrattenthal (325)
- Waitzendorf (201)